# Mel Patton
Pour les articles homonymes, voir Patton.
Melvin Emery Patton dit Mel Patton, né le 16 novembre 1924 à Los Angeles et mort à Fallbrook en Californie le 9 mai 2014, est un athlète américain spécialiste des épreuves de sprint, double champion olympique aux Jeux olympiques d'été de 1948.

## Biographie
Né à Los Angeles, Mel Patton était étudiant à l'université du Sud de la Californie. Il remporta le titre NCAA sur 100 yard en 1947. En 1948 et 1949, il réalisa le doublé sur 100 yard et 220 yard. Il réalisa plusieurs records du monde sur 100 yard et 220 yard, battant sur 220 yard le record du monde de Jesse Owens.
Lors des sélections américaines, il était battu par Barney Ewell en finale du 100 m. Aux Jeux olympiques d'été de 1948, il terminait cinquième sur 100 m. Mais il surmonta sa déception pour remporter le titre sur 200 m et en relais 4 × 100 m avec ses compatriotes Barney Ewell, Lorenzo Wright et Harrison Dillard.

## Palmarès

### Jeux olympiques d'été
- Jeux olympiques d'été de 1948 à Londres ( Royaume-Uni)
  - 5e sur 100 m
  -  Médaille d'or sur 200 m
  -  Médaille d'or en relais 4 × 100 m